# Hero/Heroine
"Hero/Heroine" là một đĩa đơn từ album đầu tay được đặt theo tên chính ban nhạc của ban nhạc Boys Like Girls. Nó ban đầu được phát hành với tư cách là đĩa đơn đầu tiên, cùng với một video âm nhạc, nhưng nó không leo được lên bảng xếp hạng ở lần đầu lên sóng radio.
Tuy nhiên, theo sau thành công của "The Great Escape", ban nhạc đã quyết định phát hành lại bài hát và công chiếu một video mới cho bài hát trên chương trình TRL của MTV vào tháng 11 năm 2007. Bài hát đã được chứng nhận Vàng bởi R.I.A.A. vào cuối tháng 1 năm 2009.

## Video âm nhạc
Có hai phiên bản music video cho đĩa đơn "Hero/Heroine". Ở video đầu tiên, ban nhạc đang biểu diễn trong một nơi giống một căn phòng, trong khi đó một vụ cướp tại một nhà hàng đang diễn ra. Trong video thứ hai, video mà được phát hành khi đĩa đơn này được tái phát hành, Martin đi dạo quanh Boston với bạn gái của mình (do Autumn Holley thủ vai) và những thành viên còn lại của ban nhạc thì đang ở cảnh khác. Vào cuối đoạn video, có thể thấy ban nhạc đang biểu diễn trước các fan.

## Bảng xếp hạng
| Bảng xếp hạng (2008)           | Thứ hạng cao nhất |
| ------------------------------ | ----------------- |
| Hoa Kỳ Billboard Hot 100       | 43                |
| Hoa Kỳ Pop Airplay (Billboard) | 22                |

## Trong văn hóa đại chúng
Bài hát đã được giới thiệu trong bộ phim của Nickelodeon TV, Spectacular!, và cũng trong chương trình truyền hình thực tế A Double Shot at Love. Cũng có thể thấy ca khúc này một đoạn ngắn trên màn hình TV trong bộ phim năm 2009 The Taking of Pelham 123.